# Елькслебен
Елькслебен (нім. Elxleben) — громада в Німеччині, розташована в землі Тюрингія. Входить до складу району Земмерда.
Площа — 12,13 км2. Населення становить 2282 ос. (станом на 31 грудня 2021).